# Lukáš Pešek
Lukáš Pešek, né le 22 novembre 1985, est un pilote de vitesse moto tchèque.

## Biographie
Après des débuts dans le monde des Grand Prix moto en 2003 dans la catégorie 250 cm3, il passe à la catégorie inférieure l'année suivante. Il dispute alors une saison sur une Honda avant de rejoindre Derbi. Pour sa première année avec ce constructeur, il termine la saison à la 6e place du championnat. La saison suivante, Il remporte le Grand Prix de Chine 2007 à Shanghai et devient le premier coureur tchèque, depuis Franta Stastny en 1966, à remporter un Grand Prix.

## Palmarès
- Grand Prix de Chine 2007 125 cm3